# Ulrich Stephan (Mediziner)
Ulrich Stephan (* 28. November 1929 in Hagen; † 6. Februar 2009) war ein deutscher Mediziner. Er war Hochschullehrer an der Universitätsklinik Essen.
Stephan war erst Kinderarzt an der Universitätsklinik Erlangen, wo er die erste Ambulanz für Mukoviszidosepatienten der fränkischen Region aufbaute. Die Ambulanz leitete er zwanzig Jahre lang, bis er am 1. Mai 1977 einem Ruf der Universität Essen folgte und dort die Leitung der Kinderklinik der Universität Essen übernahm. Außerdem übernahm er den Lehrstuhl für Allgemeine Pädiatrie, mit der er zum ordentlichen Professor ernannt wurde. Stephan führte seine wissenschaftliche Arbeit zur Erforschung der Mukoviszidose fort und entwickelte unter anderem einen Schnelltest zur Erkennung dieser Krankheit.
Stephan blieb bis zu seiner Emeritierung 1995 Mitglied der Medizinischen Fakultät, der er von 1980 bis 1981 als Dekan vorstand. Von 1989 bis 1995 war er Ärztlicher Direktor des Universitätsklinikums Essen. Stephan bekam für seine Verdienste um Mukoviszidose-Patienten am 11. November 1996 das Bundesverdienstkreuz 1. Klasse verliehen.

## Quelle
- Traueranzeigen in der WAZ von Samstag, 14. Februar 2009

| Personendaten    | Personendaten       |
| ---------------- | ------------------- |
| NAME             | Stephan, Ulrich     |
| KURZBESCHREIBUNG | deutscher Mediziner |
| GEBURTSDATUM     | 28. November 1929   |
| GEBURTSORT       | Hagen               |
| STERBEDATUM      | 6. Februar 2009     |